# Edoardo Affini
Edoardo Affini (* 24. června 1996) je italský profesionální silniční cyklista jezdící za UCI WorldTeam Visma–Lease a Bike.

## Hlavní výsledky
2013
Národní šampionát
4. místo časovka juniorů
2014
Mistrovství Evropy
 vítěz silničního závodu juniorů
vítěz Trofeo San Rocco
vítěz Trofeo Buffoni
Národní šampionát
2. místo časovka juniorů
Mistrovství světa
4. místo silniční závod juniorů
4. místo Gran Premio Sportivi di Sovilla
Le Trophée Centre Morbihan
7. místo celkově
9. místo Trofeo Dorigo Porte
2015
Národní šampionát
3. místo časovka do 23 let
Mistrovství Evropy
5. místo časovka do 23 let
2016
10. místo GP Capodarco
2017
Mistrovství Evropy
4. místo časovka do 23 let
Olympia's Tour
6. místo celkově
Mistrovství světa
8. místo časovka do 23 let
2018
Mistrovství Evropy
 vítěz časovky do 23 let
Středozemní hry
 vítěz časovky
Národní šampionát
 vítěz silničního závodu do 23 let
 vítěz časovky do 23 let
Giro Ciclistico d'Italia
vítěz prologu
Mistrovství světa
4. místo časovka do 23 let
Olympia's Tour
4. místo celkově
2019
Tour of Britain
vítěz 6. etapy (ITT)
Mistrovství Evropy
 3. místo časovka
 3. místo smíšená týmová štafeta
Národní šampionát
4. místo časovka
Kolem Norska
4. místo celkově
vítěz 4. etapy
2020
Czech Cycling Tour
vítěz 1. etapy (TTT)
Mistrovství Evropy
 3. místo smíšená týmová štafeta
5. místo časovka
2021
Národní šampionát
2. místo časovka
Mistrovství světa
 3. místo smíšená týmová štafeta
9. místo časovka
Mistrovství Evropy
6. místo časovka
2022
Vuelta a España
vítěz 1. etapy (TTT)
lídr  po 3. etapě
Mistrovství světa
 2. místo smíšená týmová štafeta
Národní šampionát
3. místo časovka
2023
Paříž–Nice
vítěz 3. etapy (TTT)
Vuelta a Burgos
vítěz 2. etapy (TTT)
Mistrovství Evropy
 2. místo smíšená týmová štafeta
8. místo Münsterland Giro
10. místo Visit Friesland Elfsteden Race

### Výsledky na Grand Tours
| Grand Tour      | 2020 | 2021 | 2022 | 2023 | 2024 |
| --------------- | ---- | ---- | ---- | ---- | ---- |
| Giro d'Italia   | DNF  | 113  | 97   | 94   | 130  |
| Tour de France  | —    | —    | —    | —    | —    |
| Vuelta a España | —    | —    | DNF  | —    | 119  |

| —   | Nezúčastnil se |
| DNF | Nedokončil     |